# August Schuchert
August Bernhard Schuchert (* 5. Juli 1900 in Mainz; † 24. Mai 1962 in Rom) war ein deutscher römisch-katholischer Theologe und Archäologe.

## Leben
August Schuchert trat 1921 in das Bischöfliche Priesterseminar Mainz ein und studierte bis 1926 Philosophie und Katholische Theologie. Am 20. März 1926 empfing er die Priesterweihe und war in Bensheim sowie Bingen in der Seelsorge tätig. Von 1930 bis 1933 studierte er Christliche Archäologie und Kunstgeschichte am Pontificio Istituto di Archeologia Cristiana in Rom und wurde 1933 mit der Dissertation „Santa Maria Maggiore zu Rom, Gründungsgeschichte und Konstruktion des Triumphbogens“ zum Dr. theol. promoviert. Von 1936 bis 1942 war Schuchert Lehrer in Mainz. Von 1941 bis 1954 war er Diözesankonservator am Dom- und Diözesanmuseum Mainz und von 1945 bis 1954 dessen Direktor.
Von 1948 bis 1953 hatte er einen Lehrauftrag am Kirchenhistorischen Seminar der Universität Mainz inne. 1953 habilitierte er sich in Mainz mit der Schrift „Der Jugend-Jesu-Zyklus von Santa Maria Maggiore zu Rom aus dem 5. Jahrhundert in seiner Beziehung zu den Apokryphen“ und war anschließend als Privatdozent tätig. 1954 erfolgte die Ernennung zum Professor für Christliche Archäologie und Kunstgeschichte an der Mainzer Universität.
Vom 18. Oktober 1954 bis 24. Mai 1962 war er Rektor des Priesterkollegs am Campo Santo Teutonico in Rom.
Er war von 1945 bis 1962 Herausgeber von „Glaube und Leben. Kirchenzeitung für das Bistum Mainz“. Schuchert starb an den Folgen eines Schlaganfalls.

## Ehrungen und Auszeichnungen
- 1951: Geistlicher Rat
- 1954: Päpstlicher Hausprälat
- 1959: Großes Verdienstkreuz des Verdienstordens der Bundesrepublik Deutschland